# Krater Haughton
Haughton – krater uderzeniowy na wyspie Devon, w Terytorium Nunavut w Kanadzie. Ma ok. 23 km średnicy, powstał ok. 39 milionów lat temu (późny eocen) w skałach osadowych.